# Giovanni M. Marsili
Giovanni M. Marsili ( * 1727 - 1795 ) fue un patricio véneto, escritor, bibliófilo, poeta, traductor, botánico italiano, que realizó numerosas identificaciones de nuevas especies.
Fue profesor de la cátedra de botánica de la Universidad de Padua, y desde 1760 al 1794 director del Jardín botánico de esa misma Universidad, a la que amplió considerablemente.
Produjo un herbario de aproximadamente 430 especies de plantas tanto locales como exóticas, y una rica colección de libros que actualmente forman parte de la Biblioteca de ese Jardín. Además dejó sin publicar, un escrito que se conserva en el "Archivio Storico Italiano"

## Algunas publicaciones
- Notizie del pubblico giardino de' semplici di Padova compilate intorno l'anno 1771. en línea y aquí

## Honores

### Epónimos
- (Marsileaceae) Marsilea L.[3]

- La abreviatura «Marsili» se emplea para indicar a Giovanni M. Marsili como autoridad en la descripción y clasificación científica de los vegetales.[4]